# Нокс-Сіті (Міссурі)
Нокс-Сіті (англ. Knox City) — місто (англ. city) в США, в окрузі Нокс штату Міссурі. Населення — 191 особа (2020).

## Географія
Нокс-Сіті розташований за координатами 40°8′39″ пн. ш. 92°0′37″ зх. д. / 40.14417° пн. ш. 92.01028° зх. д. (40.144160, -92.010197).  За даними Бюро перепису населення США в 2010 році місто мало площу 0,55 км², уся площа — суходіл.

## Демографія
Згідно з переписом 2010 року, у місті мешкало 216 осіб у 109 домогосподарствах у складі 61 родини. Густота населення становила 396 осіб/км².  Було 126 помешкань (231/км²).
Расовий склад населення:
| - 98,1 % — білих |

До двох чи більше рас належало 1,9 %. Частка іспаномовних становила 0,0 % від усіх жителів.
За віковим діапазоном населення розподілялося таким чином: 18,5 % — особи молодші 18 років, 59,7 % — особи у віці 18—64 років, 21,8 % — особи у віці 65 років та старші. Медіана віку мешканця становила 49,7 року. На 100 осіб жіночої статі у місті припадало 86,2 чоловіків;  на 100 жінок у віці від 18 років та старших — 85,3 чоловіків також старших 18 років.
Середній дохід на одне домашнє господарство  становив 38 889 доларів США (медіана — 26 146), а середній дохід на одну сім'ю — 49 678 доларів (медіана — 36 250). Медіана доходів становила 33 250 доларів для чоловіків та 24 028 доларів для жінок. За межею бідності перебувало 21,8 % осіб, у тому числі 36,7 % дітей у віці до 18 років та 22,6 % осіб у віці 65 років та старших.
Цивільне працевлаштоване населення становило 116 осіб. Основні галузі зайнятості: освіта, охорона здоров'я та соціальна допомога — 30,2 %, виробництво — 20,7 %, роздрібна торгівля — 12,1 %, будівництво — 12,1 %.